# Perder es cuestión de método
Perder es cuestión de método és una pel·lícula de cinema hispano-colombiana dirigida per Sergio Cabrera. Fou protagonitzada per Daniel Giménez Cacho i produïda per Sergio Cabrera, Tomás Darío Zapata, Tornasol Films i Latinia P.C.

## Característiques
La pel·lícula es basa en la novel·la Perder es cuestión de método de Santiago Gamboa. L'adaptació és del guionista Jorge Goldenberg (Ilona llega con la lluvia). Daniel Jiménez Cacho (La mala educación) interpreta al periodista Víctor Silampa i Martina García a Quica, completant así la parella protagonista.

## Sinopsi
Als marges d'un bell llac colombià, prop dels Cerros Orientales de Bogotà, la policia acaba de descobrir un cos empalat. Un horrible crim en la recerca del qual s'embarcaran el periodista Víctor Silampa i un ocasional company, l'oficinista Emir Estupiñán (qui cerca al seu germà Osler). Al costat de Quica, una jove prostituta, i a canvi d'alguns favors al policia encarregat del cas, aniran descobrint una complexa trama d'especulació immobiliària en la qual estan implicats polítics, empresaris, prostitutes, maragders, nudistes i tot tipus de personatges.

## Repartiment
- Daniel Giménez Cacho - Víctor Silampa
- César Mora - Estupiñán
- Martina García - Quica
- Víctor Mallarino - Marco Tulio Esquilache
- Sain Castro - Emilio Barragán
- Carlos Benjumea - Coronel Moya

## Recepció
Fou nominada al Gran Prix des Amériques del Festival Internacional de Cinema de Mont-real de 2004. Va guanyar la Poma de Plata al New York LaCinemaFe.